# Karim Aït-Fana
Karim Aït-Fana (in arabo كاريم ايت-فانا‎?; Limoges, 25 febbraio 1989) è un ex calciatore francese naturalizzato marocchino, di ruolo centrocampista.

## Carriera

### Club
Esordisce nella squadra nel 2006 e viene impiegato come titolare durante la sofferta permanenza nella Ligue 2 fino al 2009.
Gioca da titolare anche la stagione 2009/2010, dove viene eletto miglior giovane dell'anno davanti a un talentuosissimo Eden Hazard.
La stagione 2010-2011 rappresenta per lui un buon periodo: colleziona un buon numero di presenze in campionato e esordisce in Europa League con 2 presenze.
La stagione successiva è per lui in parte negativa: viene impiegato poco perché l'allenatore René Girard preferisce a lui l'ala John Utaka e Souleymane Camara, ma nel contempo vince il campionato e ha il merito di segnare il gol decisivo al 94º che di fatto assicura 3 punti in più sul milionario Paris Saint-Germain e la conquista dello scudetto nella partita contro il LOSC Lille.
La stagione successiva, pur giocando pochissimo, è positiva per il suo esordio in Champions League, dove gioca 2 partite e segna un gol.

### Nazionale
Ha esordito in nazionale nella partita Gambia-Marocco, terminata con il risultato di 1-1.

## Palmarès

### Club
- Campionato francese: 1

Montpellier: 2011-2012